# Pelicinus saaristoi
Pelicinus saaristoi is een spinnensoort in de taxonomische indeling van de Dwergcelspinnen (Oonopidae).
Het dier behoort tot het geslacht Pelicinus. De wetenschappelijke naam van de soort werd voor het eerst geldig gepubliceerd in 2008 door Ott & Harvey.